# Anenské patenty
Anenské patenty označují nařízení předlitavské vlády Karla von Stürgkha z 26. července 1913, která rozpustila český zemský sněm a na místo jeho zemského výboru jmenovala zemskou správní komisi, v jejímž čele stál místodržitel. Prakticky se jednalo o dva císařské patenty vydané pod č. 150/1913 ř. z. a č. 36/1913 z. z. pro České království. Důvodem pro rozpuštění byla neuspokojivá finanční situace Českého království, která byla způsobena stálou obstrukcí německých poslanců sněmu trvající od roku 1908, která neumožňovala ani rozhodování v základních zemských záležitostech, jako bylo například právě finančnictví. Tato situace v roce 1913 dohnala nejvyššího zemského maršálka Ferdinanda Lobkowicze a několika přísedících k rezignaci. Nově dosazená komise měla fungovat do zvolení nového zemského výboru, ale fakticky fungovala až do zániku monarchie, protože do začátku první světové války panovník nevypsal mimořádné volby do sněmu a po začátku války se celá monarchie dostala do stavu vojenskobyrokratické diktatury.